# Alex Cordaz
Alex Cordaz (* 1. Januar 1983 in Vittorio Veneto) ist ein italienischer Fußballspieler. Er spielt auf der Torhüterposition.

## Erfolge
- Sieger der Coppa Italia Serie C: 2004/05
- Slowenischer Pokalsieger: 2013/14
- Italienischer Supercupsieger: 2021